# Der Abend des 13. Juni
Der Abend des 13. Juni ist ein US-amerikanisches Filmdrama aus dem Jahr 1932 von Stephen Roberts mit Clive Brook und Frances Dee in den Hauptrollen. Der Pre-Code-Film wurde von der Paramount Publix Corporation produziert und basiert auf der Kurzgeschichte Suburbs von Vera Caspary.

## Handlung
In dem kleinen amerikanischen Vorort Glenwood Park lebt Elna Curry mit ihrem Mann John, der in der nächsten Stadt arbeitet. Sie war Konzertpianistin, bis sie und John einen Autounfall hatten, seitdem leidet sie an Depressionen. Ihre Nachbarin Trudie Morrow fährt ihren Mann jeden Morgen zum Pendlerbahnhof. Mit der Zeit wird Elna eifersüchtig. Als sie Trudie mit einer Puderdose sieht, die der gleicht, die sie von John geschenkt bekam, schlägt Elnas Eifersucht in Rache um und sie schwört, Trudie dafür bezahlen zu lassen, dass sie ihr Zuhause zerstört hat. Als John Trudie die heikle Situation erklärt, packt sie gutmütig ihre Koffer. 
Am Abend des 13. Juni bietet Trudie John an, ihn nach Hause zu fahren, damit sie ihm ihre bevorstehende Abreise erklären kann. Als John nicht mit seinem üblichen Zug zurückkehrt, spielt Elna wie eine Verrückte Klavier und stellt sich vor, wie John mit Trudie durchbrennt. Sie schreibt John einen Abschiedsbrief, in dem sie ihn beschuldigt, sie für Trudie verlassen zu haben, und erschießt sich. Als John nach Hause kommt und Elna tot vorfindet, verbrennt er ihren Abschiedsbrief, um Trudie zu schützen, und ruft die Polizei, die ihn des Mordes beschuldigt. Bei der Verhandlung behauptet John, er habe einen späteren Zug genommen. Er will damit Trudie schützen, die nicht weiß, dass er vor Gericht steht. Die Staatsanwaltschaft wirft ihm Meineid vor. Aufgrund ihrer eigenen Geheimnisse legen Johns Nachbarn falsche Aussagen vor, was Johns Fall schadet. Einer von ihnen, der junge Herbert Morrow, behauptet, er habe John aus seinem regulären Pendlerzug aussteigen sehen, um die Tatsache zu verbergen, dass er und seine Freundin Ginger Blake zu dieser Zeit durchbrennen wollten. Schließlich erzählt Ginger ihrer Mutter die Wahrheit, und die beiden Frauen holen Trudie rechtzeitig zurück, um John ein echtes Alibi zu verschaffen. Johns Nachbar, Jeptha Strawn, der die Tatsache verheimlicht hatte, dass er zum Zeitpunkt von Elnas Tod Schwarzgebrannten erhalten hatte, um sich die Schimpftirade seiner Schwiegertochter Maizie zu ersparen, tritt schließlich mit seinem Freund Otto vor, der mit John verwechselt wurde, als er den Alkohol ablieferte. Gemeinsam lügen sie und schwören, sie hätten John aus dem späteren Zug aussteigen sehen, und er wird freigesprochen.

## Hintergrund
Daniel L. Fapp arbeitete als Kameraführer.
Die im Film gespielten Songs Lover und Mimi stammten von dem Duo Rodgers und Hart.

## Veröffentlichung
Die Premiere des Films fand am 17. September 1932 in New York statt. Im Januar 1934 kam er im Deutschen Reich in die Kinos.

## Kritiken
Mordaunt Hall von der The New York Times befand, dass einige Episoden eine ansprechende Einfachheit haben. Der Film hätte aber auch leicht durch mehr Glaubwürdigkeit und eine schärfere Komik verbessert werden können. Sein Hauptvorteil sei, dass er sich von den üblichen Filmen unterscheidet, und obwohl Regisseur Stephen Roberts nicht besonders humorvoll sei, präsentiere er seine Szenen oft mit einer erfreulichen Ader der Fantasie.